# Мадона дел Пјано (Перуђа)
Мадона дел Пјано је насеље у Италији у округу Перуђа, региону Умбрија.
Према процени из 2011. у насељу је живело 201 становника. Насеље се налази на надморској висини од 182 м.